# WHO AWaRe
Pour un article plus général, voir Liste modèle de l'OMS des médicaments essentiels.

La classification WHO AWaRe est une méthode permettant de classer les antibiotiques en trois groupes dans le but d'améliorer leur utilisation appropriée ,. La classification repose en partie sur le risque de développer une résistance aux antibiotiques et sur leur importance pour la médecine,. Cela ne reflète pas l’efficacité ou la force. Elle est accompagnée d'un livre qui indique quels antibiotiques utiliser et comment les utiliser dans trente-quatre infections courantes .
Les trois groupes sont dénommés « accès », ce qui signifie que l'utilisation peut être illimitée, « surveillance », ce qui signifie que des précautions doivent être prises, et « réserve », ce qui signifie que l'utilisation doit être conservée pour les cas où d'autres options ne sont pas possibles. La recommandation est que plus de 60 % des antibiotiques utilisés dans un pays proviennent du groupe « accès ».
La classification a été développée par l'Organisation mondiale de la santé et lancée en 2017. Il s'agit d'un aspect de la liste modèle OMS des médicaments essentiels . La classification en 2021 couvre 258 éléments. Les défis liés à sa mise en œuvre comprennent le manque de sensibilisation, la faible volonté politique et le peu de ressources .

## Classification

### Accès
Les antibiotiques du groupe « accès » présentent un risque plus faible de résistance aux antibiotiques et sont généralement recommandés comme traitements de première et de deuxième intention des infections, Ils sont généralement peu coûteux et sûrs. Ils doivent être facilement disponibles en cas de besoin et sont surlignés en vert, Les antibiotiques du groupe Access comprennent l’amikacine, l’amoxicilline, l’amoxicilline/acide clavulanique, l’ampicilline, la benzylpénicilline, la céfalexine, le chloramphénicol, la clindamycine, la doxycycline et la nitrofurantoïne. Près de 60 % peuvent être pris par voie orale.

### Surveillance
Les antibiotiques du groupe de « surveillance » sont généralement des antibiotiques à large spectre présentant un risque plus élevé de résistance. Ils ne sont généralement recommandés que si d’autres options ne sont pas possibles. Ils doivent être utilisés avec précaution pour préserver leur efficacité dans les cas où les antibiotiques d’« accès » ne sont pas appropriés. Les coûts sont également généralement plus élevés, et ils sont surlignés en jaune. Sont inclus dans cette catégorie l’azithromycine, plusieurs céphalosporines, la ciprofloxacine, la clarithromycine et la vancomycine. Environ 40 % sont disponibles par voie orale.

### Réserve
Le groupe de « réserve » est généralement une option de dernière intention et est utilisé pour les infections non traitables par d’autres antibiotiques, c’est-à-dire les organismes multirésistants, Ils sont surlignés en rouge. Sont inclus dans cette catégorie la ceftazidime/avibactam, la colistine, la polymyxine B et le linézolide, La formulation intraveineuse de fosfomycine est de réserve tandis que la formulation par voie orale est surveillée. Environ 10 % de ce groupe est disponible par voie orale.

### Non recommandé
Un quatrième groupe parfois inclus définit les antibiotiques dont l’utilisation n’est pas recommandée.